# Transport ferroviaire au Canada
Plan
Le Canada dispose d'un réseau ferroviaire étendu et bien développé. En 2002, 60 % des marchandises au pays ont été transportées par train. Deux principaux réseaux privés se partagent l'activité fret au niveau national, le Canadien National et le Canadien Pacifique.
Le réseau ferroviaire du Canada compte 49 422 kilomètres de lignes, dont seulement 129 km sont électrifiés, qui sont pour l'essentiel à voie normale. Seules font exception quelques petites lignes isolées connectées au réseau principal nord-américain utilisées pour des transports miniers ou forestiers, dont certaines sont à voie étroite, et le réseau à voie large du tramway et du métro de Toronto.

## Services voyageurs
Les services nationaux de voyageurs sont assurés par une entreprise publique fédérale, Via Rail Canada.
Trois services internationaux de voyageurs vers les États-Unis sont assurés par Amtrak.
Trois villes canadiennes ont un système de trains de banlieue qui sont exploités dans la région de Montréal par l'agence métropolitaine de transport, à Toronto par GO Transit et à Vancouver par West Coast Express. Ces villes, et plusieurs autres, sont également desservies par des réseaux de tramways ou de métro. Des chemins de fer secondaires tels que l'Ontario Northland et l'Algoma Central exploitent également des services voyageurs dans des zones rurales éloignées.

## Histoire
Le premier chemin de fer canadien, le Champlain and Saint Lawrence Railroad, fut mis en service en 1836 autour de Montréal. La grande expansion du système ferroviaire n'eut lieu qu'à partir du Guarantee Act de 1849 qui garantissait les revenus des obligations pour tous les chemins de fer de plus de 75 miles. Cela conduisit à une rapide expansion des chemins de fer dans les provinces du Canada, croissance parfois excessive car des lignes non rentables furent construites grâce aux profits garantis par le gouvernement.
Cela se révéla désastreux pour les finances publiques, et les provinces furent presque toutes conduites à la faillite par les subventions. Le plus grand projet ferroviaire de cette époque fut aussi un désastre. Le Grand Trunk Railway reliant Montréal à Sarnia fut terminé en 1860, mais fut largement embourbé dans les dettes. En échange du renflouement des compagnies, le gouvernement annula ses garanties sur les obligations du chemin de fer.

### Chemin de fer transcontinental
La confédération canadienne fut rendue possible en partie grâce au chemin de fer. Les gouvernements des colonies séparées avaient presque tous asséché leur trésorerie en construisant les chemins de fer et une nouvelle méthode de financement, plus stable, était devenue nécessaire. On croyait également que l'union permettrait la construction des liaisons ferroviaires nécessaires à l'Amérique du Nord britannique. Les provinces maritimes n'ont adhéré que sur la promesse de construire le chemin de fer Intercolonial, et la Colombie-Britannique seulement grâce à une promesse de construire un chemin de fer transcontinental.
Le gouvernement avait appris sa leçon, et ces chemins de fer furent financés sans garanties. La construction de l'Intercolonial fut cependant entièrement contrôlée par le gouvernement sous la direction avisée de Sir Sandford Fleming.
Le chemin de fer à destination du Pacifique, le Canadien Pacifique, fut financé par des fonds privés et par de massives attributions de terres dans les prairies canadiennes, qui n'avaient souvent qu'une faible valeur monétaire avant l'arrivée du chemin de fer, 25 millions de dollars en subventions et la garantie du monopole. Le chemin de fer, une merveille technique qui était alors le plus long du monde, fut achevé en 1885 en grande fanfare.
L'économie canadienne, en forte expansion après 1900, programma la construction de deux nouvelles lignes transcontinentales. Le Canadian Northern, un réseau à succès couvrant la partie Nord des prairies, et le Grand Trunk (par l'intermédiaire de sa filiale Grand Trunk Pacific), lancèrent tous deux d'ambitieux plans d'expansion. Le gouvernement, au début, encouragea les deux entreprises à s'entendre pour ne construire qu'une ligne, mais en fin de compte il n'y eut pas d'accord et le gouvernement appuya l'expansion des deux lignes. Le gouvernement fédéral lui-même construisit le National Transcontinental, une ligne reliant Moncton (Nouveau-Brunswick) à Winnipeg (Manitoba), via Québec en passant par les vastes contrées inhabitées du bouclier canadien.
Cette expansion agressive se révéla désastreuse quand l'immigration et l'apport de capitaux cessèrent presque totalement pendant la Première Guerre mondiale. Le Canadian Northern, le Grand Trunk Pacific et le Grand Trunk furent nationalisés par le gouvernement fédéral, qui absorba une dette de plus de deux milliards de dollars. Les trois réseaux, ainsi que le Canadian Government Railways (formé par la réunion de l'Intercolonial, du National Transcontinental et de plusieurs autres lignes moins importantes) furent par la suite fusionnés pour former le Canadien National entre 1918 et 1923.
Dans les années qui suivirent la Première Guerre mondiale, l'expansion du réseau ferré fut plus modeste et la grande époque des chemins de fer au Canada bien révolue. L'automobile devint à partir des années 1920 un redoutable concurrent et, après la Seconde Guerre mondiale, la plupart des services voyageurs furent abandonnés au transport aérien. Pendant la période suivant la guerre, plusieurs grandes lignes industrielles furent ouvertes au Québec, au Labrador et en Colombie-Britannique - dont plusieurs ne sont pas raccordées au réseau principal nord-américain.
En 1978, le gouvernement créa Via Rail Canada qui prit en charge tous les services voyageurs nationaux du pays. En 1987, le National Transportation Act dérégula partiellement l'activité ferroviaire au Canada et abolit beaucoup de procédures paperassières que les chemins de fer avait connues en essayant d'abandonner les lignes non-rentables, toutefois le NTA est maintenant considéré plutôt comme un échec en ce sens que les chemins de fer se sont servis de la législation simplement comme un premier recours après avoir abandonné l'exploitation d'une ligne, plutôt que comme dernier recours après s'être efforcé de trouver un repreneur local. En novembre 1995, le gouvernement fédéral privatisa CN et en 1996 il corrigea les insuffisances du NTA de 1987 par le Canadian Transportation Act qui dérégula plus complètement le secteur ferroviaire.